# Joe Cullen
Joe Cullen (* 13. července 1989 Bradford) je anglický profesionální hráč šipek. Mezi jeho největší úspěchy patří vítězství na Masters a finále Premier League v roce 2022.

## Kariéra
Poprvé se Cullen výrazněji zapsal do mysli fanoušků v roce 2016, když se dostal do svého prvního televizního čtvrtfinále na UK Open, které ho katapultovalo mezi 32 nejlepších hráčů světa. O dva roky později byl účastníkem zápasu ve čtvrtfinále World Matchplay 2018 proti Garymu Andersonovi, který zavřel na devět šipek. Cullen zápas nakonec těsně prohrál. Na podzim téhož roku se mu podařilo probojovat do semifinále mistrovství Evropy.

### 2022
Průlom v kariéře nastal po vítězství na Masters v roce 2022, kde ve finále porazil Davea Chisnalla. Dojatý Cullen vítězství věnoval své matce, která zemřela na rakovinu předchozí rok v říjnu. Tento triumf ho katapultoval do následného ročníku Premier League, kde si v posledním hracím týdnu zajistil účast v play-off. Během finálového večera si poradil s Jonny Claytonem a posléze minul ve finále jednu šipku na vítězství proti Michaelu van Gerwenovi, který ho pak při další návštěvě u terče o titul připravil.

## Výsledky na mistrovství světa

### PDC
- 2011: První kolo (porazil ho Terry Jenkins 2–3)
- 2012: První kolo (porazil ho Terry Jenkins 0–3)
- 2013: První kolo (porazil ho John Part 0–3)
- 2014: První kolo (porazil ho Peter Wright 0–3)
- 2015: První kolo (porazil ho Michael van Gerwen 1–3)
- 2016: První kolo (porazil ho Jelle Klaasen 0–3)
- 2017: Druhé kolo (porazil ho Adrian Lewis 0–4)
- 2018: První kolo (porazil ho Jermaine Wattimena 2–3)
- 2019: Druhé kolo (porazil ho Brendan Dolan 0–3)
- 2020: Druhé kolo (porazil ho Nico Kurz 1–3)
- 2021: Osmifinále (porazil ho Michael van Gerwen 3–4)
- 2022: Třetí kolo (porazil ho Martijn Kleermaker 3–4)
- 2023: Osmifinále (porazil ho Michael Smith 1–4)
- 2024: Osmifinále (porazil ho Luke Humphries 3–4)
- 2025: Třetí kolo (porazil ho Gerwyn Price 3–4)

## Finálové zápasy

### Major turnaje PDC: 2 (1 titul)
| Výsledek  | No. | Rok  | Turnaj         | Soupeř             | Skóre     |
| --------- | --- | ---- | -------------- | ------------------ | --------- |
| Vítěz     | 1.  | 2022 | The Masters    | Dave Chisnall      | 11–9 (l)  |
| Finalista | 1.  | 2022 | Premier League | Michael van Gerwen | 10–11 (l) |

## Výsledky na turnajích

### PDC
| Turnaj                          | 2008              | 2009              | 2010              | 2011              | 2012              | 2013              | 2014              | 2015              | 2016              | 2017              | 2018              | 2019              | 2020           | 2021           | 2022           | 2023           | 2024           | 2025           |
| ------------------------------- | ----------------- | ----------------- | ----------------- | ----------------- | ----------------- | ----------------- | ----------------- | ----------------- | ----------------- | ----------------- | ----------------- | ----------------- | -------------- | -------------- | -------------- | -------------- | -------------- | -------------- |
| Hodnocené televizní turnaje     |                   |                   |                   |                   |                   |                   |                   |                   |                   |                   |                   |                   |                |                |                |                |                |                |
| Mistrovství světa               | Nekvalifikoval se | Nekvalifikoval se | Nekvalifikoval se | 1R                | 1R                | 1R                | 1R                | 1R                | 1R                | 2R                | 1R                | 2R                | 2R             | 4R             | 3R             | 4R             | 4R             | 3R             |
| World Masters                   | Nekonalo se       | Nekonalo se       | Nekonalo se       | Nekonalo se       | Nekonalo se       | Nekvalifikoval se | Nekvalifikoval se | Nekvalifikoval se | Nekvalifikoval se | Nekvalifikoval se | Nekvalifikoval se | QF                | 1R             | 2R             | W              | 1R             | 2R             | 1R             |
| UK Open                         | 3R                | 1R                | 3R                | 4R                | 5R                | 3R                | DNQ               | 3R                | QF                | 5R                | 3R                | 4R                | 5R             | 4R             | 4R             | 6R             | 4R             | 4R             |
| World Matchplay                 | Nekvalifikoval se | Nekvalifikoval se | Nekvalifikoval se | Nekvalifikoval se | 1R                | Nekvalifikoval se | Nekvalifikoval se | Nekvalifikoval se | 1R                | 1R                | QF                | 1R                | 2R             | 2R             | 2R             | SF             | 2R             |                |
| World Grand Prix                | Nekvalifikoval se | Nekvalifikoval se | Nekvalifikoval se | Nekvalifikoval se | Nekvalifikoval se | Nekvalifikoval se | Nekvalifikoval se | Nekvalifikoval se | 1R                | 2R                | 1R                | 1R                | QF             | 1R             | 2R             | SF             | QF             |                |
| Mistrovství Evropy              | Nekvalifikoval se | Nekvalifikoval se | Nekvalifikoval se | Nekvalifikoval se | Nekvalifikoval se | Nekvalifikoval se | Nekvalifikoval se | Nekvalifikoval se | 2R                | 1R                | SF                | 2R                | 1R             | SF             | 1R             | 1R             | 1R             |                |
| Grand Slam of Darts             | Nekvalifikoval se | Nekvalifikoval se | Nekvalifikoval se | Nekvalifikoval se | Nekvalifikoval se | Nekvalifikoval se | Nekvalifikoval se | Nekvalifikoval se | Nekvalifikoval se | Nekvalifikoval se | Nekvalifikoval se | Nekvalifikoval se | RR             | 2R             | QF             | DNQ            | DNQ            |                |
| Players Championship Finals     | Nekvalifikoval se | Nekvalifikoval se | Nekvalifikoval se | Nekvalifikoval se | Nekvalifikoval se | Nekvalifikoval se | Nekvalifikoval se | Nekvalifikoval se | 3R                | 1R                | 3R                | 2R                | QF             | 1R             | QF             | 2R             | 1R             |                |
| Nehodnocené televizní turnaje   |                   |                   |                   |                   |                   |                   |                   |                   |                   |                   |                   |                   |                |                |                |                |                |                |
| Premier League Darts            | Nezúčastnil se    | Nezúčastnil se    | Nezúčastnil se    | Nezúčastnil se    | Nezúčastnil se    | Nezúčastnil se    | Nezúčastnil se    | Nezúčastnil se    | Nezúčastnil se    | Nezúčastnil se    | Nezúčastnil se    | Nezúčastnil se    | Nezúčastnil se | Nezúčastnil se | F              | Nezúčastnil se | Nezúčastnil se | Nezúčastnil se |
| World Series of Darts Finals    | Nekonalo se       | Nekonalo se       | Nekonalo se       | Nekonalo se       | Nekonalo se       | Nekonalo se       | Nekonalo se       | DNP               | QF                | Nezúčastnil se    | Nezúčastnil se    | Nezúčastnil se    | 1R             | DNP            | QF             | DNP            | DNP            |                |
| Mistrovství světa juniorů       | Nekonalo se       | Nekonalo se       | Nekonalo se       | 3R                | 2R                | Nezúčastnil se    | Nezúčastnil se    | Nezúčastnil se    | Nezúčastnil se    | Nezúčastnil se    | Nezúčastnil se    | Nezúčastnil se    | Nezúčastnil se | Nezúčastnil se | Nezúčastnil se | Nezúčastnil se | Nezúčastnil se | Nezúčastnil se |
| Statistika                      |                   |                   |                   |                   |                   |                   |                   |                   |                   |                   |                   |                   |                |                |                |                |                |                |
| Pořadí v žebříčku na konci roku | 267               | 118               | 61                | 48                | 41                | 37                | 44                | 48                | 28                | 19                | 15                | 15                | 16             | 11             | 12             | 12             | 23             |                |

| Legenda | Legenda | Legenda | Legenda        | Legenda | Legenda           | Legenda | Legenda     | Legenda | Legenda   |
| ------- | ------- | ------- | -------------- | ------- | ----------------- | ------- | ----------- | ------- | --------- |
| #R      | kolo    | QF      | čtvrtfinále    | SF      | semifinále        | F       | finalista   | W       | vítěz     |
| RR      | skupina | DNP     | nezúčastnil se | DNQ     | nekvalifikoval se | NH      | nekonalo se | WD      | odstoupil |